# Albemarle Corporation
Albemarle Corporation er en amerikansk kemivirksomhed med hovedkvarter i Charlotte. De har tre divisioner: Lithium (41.0% af omsætning i 2021), bromprodukter (33,9 %) og katalyse (22,9 %). Albemarle er den største producent af lithium til elbiler.